# Katootje
Katootje  – soms gespeld als Catootje – of voluit Ik ben met Katootje naar de botermarkt gegaan is een liedje met een kettingrefrein. Het is bekend geworden door de televisieshow rond de cabaretier Wim Sonneveld, die in 1962 werd uitgezonden.

## Achtergrond
Het liedje is ontleend aan het volks- en straatliedje Ik ben met mijn Catootje naar de Rozenstraat geweest, dat op zijn beurt ontleend is aan het Noord-Duitse Jan Hinnerk.  De melodie van Jan Hinnerk komt uit Le nozze di Figaro van Mozart.  
Het lied werd vertolkt door acht zangers en zangeressen die een rol hadden gehad in de Nederlandse versie van de musical My Fair Lady waarin Sonneveld de hoofdrol vertolkte. Het waren John van Heumen als dominee, Diny Kok-Brouwer als wafelvrouw, Jasperina de Jong als toverheks, Jaap de Vries als kastelein, Jenny Veeninga als barones, Hans Maertens als lichtmatroos, Thea van der Steen als dikke meid en Hero Muller als ouwe heer. Sonneveld zelf deed in Katootje niet mee.
Het nummer is in hetzelfde jaar uitgebracht op een single, waarbij de uitvoerenden werden aangeduid als de "solisten uit de tv-show van Wim Sonneveld". Doordat er een platencontract was met Philips, kon het nummer onmiddellijk in de handel worden gebracht. Binnen enkele weken stond het op de eerste plaats in de hitparade van het muziektijdschrift Muziek Parade. De acht gerekruteerde vertolkers kregen spijt dat ze akkoord waren gegaan met een honorarium van 25 gulden per persoon. Jenny Veeninga deed nog een poging er via de krant een schandaal van te maken. Het was tevergeefs, want het contract liet geen ruimte voor extra honorering en de royalty's gingen naar Sonneveld. Op de B-kant stond het nummer Drie schuintamboers, gezongen door de destijds 25-jarige Marco Bakker.
Later verscheen het nummer op een verzamelalbum van Sonneveld, deze keer als Catootje, maar er wordt niet vermeld dat Sonneveld zelf niet meezingt.

## Tekst
Het liedje gaat over iemand die met het meisje Katootje naar de botermarkt is gegaan. Katootje kon maken wat ze wou en was in staat om van boter elk gewenst beeld te maken. Ze begint met het maken van een dominee, waarna er nog zeven andere beelden volgen: een wafelvrouw, een toverheks, een kastelein, een barones, een lichtmatroos, een dikke meid en ten slotte een ouwe heer.
De ik-persoon die met Katootje naar de botermarkt is gegaan, had een zuster die Kee heette, wat in het refrein te horen is: de tekst "en mijn zuster die heet Kee" wordt steeds drie keer na elkaar herhaald.

## Uitvoering
In de versie van tekstschrijver Jean Senn (pseudoniem van Huub Janssen) worden de coupletten als volgt opgebouwd:
- In het eerste couplet zingt de dominee.
- In het tweede couplet zingt de wafelvrouw, waarna de dominee zijn tekst herhaalt.
- In het derde couplet komen de toverheks en nogmaals de wafelvrouw en de dominee aan bod.
- Uiteindelijk zingen in het achtste couplet de ouwe heer, de dikke meid, de lichtmatroos, de barones, de kastelein, de toverheks, de wafelvrouw en de dominee hun tekst.
- Ten slotte wordt de volgorde van de teksten veranderd, waardoor een dialoog met een onmiskenbaar dubbelzinnige strekking ontstaat:
  - "Mooie benen, mooie benen", zei de lichtmatroos
  - "Kom maar binnen, kom maar binnen", zei de wafelvrouw
  - "'k Zal je pakken, 'k zal je pakken", zei de toverheks
  - "Eerst betalen, eerst betalen", zei de kastelein
  - "In de suite, in de suite", zei de barones
  - "Heel voorzichtig, heel voorzichtig", zei de ouwe heer
  - "Lekker zoenen, lekker zoenen", zei de dikke meid
  - "In de kerk,[5] in de kerk", zei de dominee

## Andere versies

### Haags studentencabaret
In 1962 kwam het Haags studentencabaret onder leiding van de latere journalist en schrijver Rinus Ferdinandusse met een 'politieke' versie van Katootje. Daarin figureerden onder anderen een schertspremier en de zuster die niet Kee heette, maar naar de toenmalige minister Klompé vernoemd was.

### Cocktail Trio
In 1963 bracht het Cocktail Trio bij Omega een eigen versie van het lied uit, met een gewijzigde tekst. Hierin kwamen vijf van de acht figuren uit het origineel terug, waarbij alle stemmen werden gezongen door de leden van het Cocktail Trio zelf, zowel de mannelijke als vrouwelijke.
Deze versie speelt zich af in een concertzaal, waar Le nozze di Figaro wordt opgevoerd, terwijl Catootje roept naar de andere bezoekers in de zaal, tot ergernis van Figaro. De zuster Kee - die trouwens weinig met het verhaal te maken heeft - wordt niet genoemd.
- “Niet zo jichtig, niet zo jichtig, ha die ouwe heer!“  - ”Heel voorzichtig, heel voorzichtig”, zei de ouwe heer.
- “De elite, de elite, ha die barones!” - “In de suite, in de suite”, zei de barones.
- “La maar zakken, la maar zakken, ha die toverheks!” - “haha, 'k Zal je pakken, 'k zal je pakken”, zei de toverheks.
- “Kom maar binnen, kom maar binnen, ha die wafelvrouw!” - “Die binne binne, binne binne”, zei de wafelvrouw.
- “Dat is sterk, dat is sterk, ha die dominee!” - “In de kerk, in de kerk”, zei de dominee.

en ten slotte:
- “Houwe jullie nou je smoelen!” riep de Figaro - “Je zal je familie wel bedoelen, ha die Figaro!”

### Chubby Checker & The Mask(er)s
Chubby Checker, die getrouwd was met de Miss World van 1962, de Nederlandse Rina Lodders, zong in 1965 samen met ZZ en de Maskers een eigen versie (in het Nederlands) met als titel "Cato from Volendam". Het werd uitgebracht door Cameo-Parkway als B-kant van Stoppin' in Las Vegas en door Artone.

### Rubberen Robbie
Ik ben met Katootje naar de voddeboer geweest werd in 1982 door Rubberen Robbie uitgebracht. Hierbij is de botermarkt vervangen door de voddenboer, de chinees, de groenteman, het stadion, de dierentuin, het strand en ten slotte het Binnenhof, waar de verteller achtereenvolgens heen gaat. Net als het origineel zong elk van de zeven vertolkers zijn of haar tekst waarna er een tweede vertolker kwam waarna de eerste vertolker zijn tekst weer herhaalde tot de zevende vertolker aan de beurt was, waarna de zes andere vertolkers hun tekst weer zongen met als laatste de eerste vertolker. Het liedje eindigt met een dialoog met Dries van Agt die op het Binnenhof op een racefiets enkele karakteristieke uitspraken deed, maar niet in de gaten had dat hij een lekke band kreeg.
Bij een optreden in Op Volle Toeren bleek Katootje een hond te zijn. Het nummer werd bij dit optreden echter sterk ingekort waarbij de groenteman en de papegaai ontbraken en tante Truus gehaktballen liet zien. Ook de dialoog aan het eind met Van Agt ontbrak.

### André van Duin
Onder de titel Voetbalstadion (Catootje) wordt een van Wim Sonneveld afgeleide versie, met een nieuwe tekst van André van Duin, ten gehore gebracht in het tv-programma Bij Van Duin. Deze versie van zeven-en-halve minuut verschijnt in 1994 op de gelijknamige cd, waarbij Van Duin en Jan Rietman als schrijvers en componisten van het liedje worden aangeduid. Van Duin zingt en speelt zelf alle negen karakters in deze sketch in volgorde "Dikke man", "Sjieke heer", "Man met worst", "Mooie meid", "Dominee", "Dronken vent", "Kakmadam", "Vechtersbaas" en "Grote bek", waarin van Duin niet met Catootje maar met zijn zwager naar het voetbalstadion gaat.

### Paul de Leeuw
In 2004 werd in het programma PaPaul het nummer gebracht als Het lied van Catootje. Deze versie duurt ruim 12 minuten, met achtereenvolgens een dominee (Paul de Leeuw), een pianist (Tonny Eyk: lekker spelen), een wafelvrouw (Bonnie St. Claire), een toverheks (iemand uit het publiek), een man in/uit bad (Hans Kesting: "waar's m'n zeepje?"), een kastelein (Frans Molenaar), een struise meid (Claudia de Breij: "ben als boter"), een barones (Wilma Driessen), een homoseksueel (Jeroen Kijk in de Vegte: "goed strak kontje"), een dikke meid (Xaviera Hollander), een oude heer (Jan Mulder), een valkenier (Ria Valk: "zoek de vogel") en een oude vrouw (de moeder van Paul de Leeuw: "mag ik roken?").

### Alex Klaasen
Voor het programma Showponies 2 van Alex Klaasen dat in 2019 in première ging, was 'Een nieuw alfabet' gemaakt op de melodie en met de structuur van Catootje. Elke letter van het LHBTQIAP-alfabet kreeg een eigen couplet. 